# ستيفان أينهورن
ستيفان أينهورن (بالسويدية: Stefan Einhorn)‏ هو عالم أورام وكاتب سويدي، ولد في 26 أكتوبر 1955.